# 2MASS J08304878+0128311
2MASS J08304878+0128311 ist ein Brauner Zwerg der Spektralklasse T4,5 im Sternbild Wasserschlange. Er wurde 2004 von Gillian R. Knapp et al. entdeckt.